# Наэсакао
Наэсакао (груз. ნაესაკოვო) — село в Грузии, на территории Абашского муниципалитета края (мхаре) Самегрело-Верхняя Сванетия.

## География
Село находится в западной части Грузии, на правом берегу реки Риони, у южной окраины города Абаша, административного центра муниципалитета. Абсолютная высота — 18 метров над уровнем моря.

## Население
По результатам официальной переписи населения 2014 года в Наэсакао проживало 575 человек (277 мужчин и 298 женщин). В национальной структуре населения грузины составляли 99,5 %.
| Год  | Население, человек |
| ---- | ------------------ |
| 2002 | 795                |
| 2014 | ↘ 575              |